# Giorgio Azzaroni
Giorgio Azzaroni (Bologna, 8 giugno 1939 – Bologna, 2 agosto 2009) è stato un pittore italiano, considerato tra gli artisti bolognesi più importanti del XX secolo.

## Biografia
Si forma presso l'Accademia di Belle Arti di Bologna, sotto la guida di Virgilio Guidi e Luciano De Vita..
Ha esposto nella Galleria del Naviglio e alla Galleria del Cavallino durante gli anni Sessanta.
Ha partecipato alla IX Quadriennale nazionale d'arte di Roma.
È stato docente presso il Liceo Arcangeli di Bologna.
Ha creato, insieme ad Aldo Pancheri e Giancarlo Marchese, il gruppo artistico 'Morfo-cromo-machia' nel 1983..

## Giorgio Azzaroni nei musei
- MAGI '900 di Pieve di Cento (BO)